# Typhochrestus epidaurensis
Typhochrestus epidaurensis är en spindelart som beskrevs av Jörg Wunderlich 1995. Typhochrestus epidaurensis ingår i släktet Typhochrestus och familjen täckvävarspindlar.
Artens utbredningsområde är Grekland. Inga underarter finns listade i Catalogue of Life.